# Dimentica il mio nome
Dimentica il mio nome è il quinto libro a fumetti realizzato da Zerocalcare e pubblicato nel 2014 da BAO Publishing.

## Trama
Zerocalcare deve far fronte alla morte della nonna materna Huguette; quando Calcare aveva due anni e mezzo, dopo aver rischiato di strozzarsi con del prosciutto, istigato dall'apparire della sua coscienza, smise di mangiare, ragion per cui i servizi sociali lo separarono per diverso tempo dai genitori, affidandolo a Huguette, con cui il bambino legò particolarmente. Tra le attività che i due praticavano, Huguette soleva portarlo ogni lunedì allo zoo di Roma.
Calcare viene incaricato di trovare un anello con cui Huguette voleva essere seppellita, facendosi aiutare dall'amico Secco, a cui racconta quello che sa sul passato della nonna:
Huguette visse i primi anni d'infanzia in Francia, in Provenza, con la sorellina Suzie, finché, in seguito alla morte della madre, le due bambine furono mandate in collegio. Qualche tempo dopo, Huguette venne adottata da una famiglia di nobili russi decaduti (tra i molti esuli rifugiatesi in Francia in seguito alla rivoluzione russa), che le impartirono un'educazione nobiliare nella speranza del restaurarsi del regime zarista. Quando Huguette aveva sedici anni, la famiglia organizzò per lei un matrimonio combinato con un inglese di nome Crowley; lei e il coniuge si stabilirono in una opulenta villa di campagna ed ebbero due figli finché, durante la seconda guerra mondiale, Crowley scomparve e Huguette e i figli persero tutto.
Al funerale, Calcare si accorge che le corone di fiori portate per Huguette riportano tutti nomi diversi e che alla cerimonia partecipa gente insolita. In particolare, durante la commemorazione si presenta ad assisterla una volpe rossa, che viene attaccata fuori dall'edificio da due individui inquietanti in cerca di una certa "Iris", una ragazza dai capelli rossi di cui Calcare ha trovato delle foto in casa di Huguette. Secco e Calcare salvano la volpe, la quale si rivela capace di parlare; l'animale afferma di appartenere a una "tribù" di truffatori trasformisti che per millenni hanno vissuto ai margini della società, vivendo di espedienti tramite inganni contro persone abbienti. Crowley decise di rompere la regola sacra della tribù - ovvero non lasciare traccia e non legare con altre persone - quando, dopo aver truffato alcuni nazisti, tornò dalla moglie Huguette, coinvolgendola nella sua vita al di fuori della legalità e viaggiando per il mondo. Calcare porta la volpe a casa di sua madre Elisabeth ma viene assalito dalle figure mostruose che avevano attaccato la volpe; Elisabeth si presenta e distrugge facilmente le entità, che si rivelano essere fantasmi del passato in cerca di vendetta per le truffe subite da Huguette e Crowley.
Elisabeth porta Calcare e la volpe ferita nel bosco, dove vengono accolti dal clan al completo; si scopre che Elisabeth è in realtà Iris e che la famiglia Crowley era riuscita a stabilirsi grazie al matrimonio di Suzie con un carabiniere, che permise loro di ottenere i documenti necessari. A causa del progredire dei controlli tecnologici nel mondo, la tribù delle volpi rischiò di estinguersi, ma Huguette, pur essendosi stabilizzata, aiutò molti membri a salvarsi, portando lei e, per estensione, la sua famiglia, a venire rispettata dalle volpi. Calcare, usando il cellulare, attira involontariamente l'attenzione delle autorità (con l'aspetto di un orso) e si sacrifica per dare tempo agli altri di scappare; non avendo segreti rilevanti, viene risparmiato e torna a casa con Elisabeth, soddisfatto per le risposte ottenute ma rimpiangendo il confronto mai avuto con Huguette.
Attraverso un ulteriore flashback, viene mostrato che, quando andavano tutti i lunedì allo zoo di Roma, Calcare e la nonna visitavano nello specifico Crowley, che era stato arrestato pur rifiutando di fare i nomi degli altri membri della famiglia.

## Accoglienza
Alcuni critici hanno evidenziato una crescita rispetto alle opere precedenti. Secondo Andrea Gentile di Wired Italia Zerocalcare "supera [...] le sue prime incertezze nella sceneggiatura, e conferma [...] la sua abilità ai disegni [...]. Insomma, il giovane Padawan è cresciuto." Secondo Nicola D'Agostino di Panorama: "Dal punto grafico la maturazione dell'autore è evidente, nelle inquadrature, nella gestione dei tempi e nella scansione delle vignette, nonché nell'utilizzo del colore a fini non semplicemente decorativi."
Dimentica il mio nome ha vinto il premio libro dell'anno 2014 assegnato dagli ascoltatori della trasmissione radiofonica di Radio 3 Fahrenheit; è la prima volta che il riconoscimento va ad un libro a fumetti.
Nel 2015 il libro è secondo classificato nel Premio Strega Giovani, mentre nel 2018 è la prima opera di Zerocalcare arrivata finalista a una premiazione estera: è stata finalista al Prix des libraires du Québec nella categoria "bandes dessinées".